# Pseudhammus discoideus
Pseudhammus discoideus là một loài bọ cánh cứng trong họ Cerambycidae.